# Luiza Złotkowska
Luiza Złotkowska (Varsovia, 25 de mayo de 1986) es una deportista polaca que compitió en patinaje de velocidad sobre hielo. 
Participó en tres Juegos Olímpicos de Invierno, entre los años 2010 y 2018, obteniendo dos medallas en la prueba de persecución por equipos, bronce en Vancouver 2010 (junto con Katarzyna Bachleda-Curuś y Katarzyna Woźniak) y plata en Sochi 2014 (con Katarzyna Bachleda-Curuś, Katarzyna Woźniak y Natalia Czerwonka).
Ganó dos medallas en el Campeonato Mundial de Patinaje de Velocidad sobre Hielo en Distancia Individual, plata en 2013 y bronce en 2012.

## Palmarés internacional
| Juegos Olímpicos                           | Juegos Olímpicos          | Juegos Olímpicos  | Juegos Olímpicos        |
| Año                                        | Lugar                     | Medalla           | Prueba                  |
| ------------------------------------------ | ------------------------- | ----------------- | ----------------------- |
| 2010                                       | Vancouver (Canadá)        | Medalla de bronce | Persecución por equipos |
| 2014                                       | Sochi (Rusia)             | Medalla de plata  | Persecución por equipos |
| Campeonato Mundial en Distancia Individual |                           |                   |                         |
| Año                                        | Lugar                     | Medalla           | Prueba                  |
| 2012                                       | Heerenveen (Países Bajos) | Medalla de bronce | Persecución por equipos |
| 2013                                       | Sochi (Rusia)             | Medalla de plata  | Persecución por equipos |